# Sceloporus smithi
Sceloporus smithi este o specie de șopârle din genul Sceloporus, familia Phrynosomatidae, descrisă de Hartweg și Oliver 1937. A fost clasificată de IUCN ca specie cu risc scăzut. Conform Catalogue of Life specia Sceloporus smithi nu are subspecii cunoscute.